# Askeran
Askeran (arm. Ասկէրան, aze. Əsgəran) je središte Hodžalinskoga rajona u Azerbajdžanu.

## Povijest
U blizini Askerana nalazi se tvrđava Madžaberd iz sredine 18. stoljeća koju su rabili Perzijci u Rusko-perzijskom ratu.
Bio je poprište sukoba koji se dogodio između azerskih prosvjednika i milicije te vojske u veljači 1988., što je bio prvi incident sa smrtnim posljedicama u armensko-azerskom sukobu koji je poslije eskalirao u rat.